# Pigeon marron
Columba punicea
Espèce
Statut de conservation UICN

 VU C2a(i) : Vulnérable
Le Pigeon marron (Columba punicea) est une espèce de pigeon indien. Résident, il est menacé du fait de la fragmentation de son habitat.
Cet oiseau vit en Inde et en Asie du Sud-Est.